# Maeve Quinlan
Maeve Anne Quinlan (ur. 16 listopada 1964 w Chicago) – amerykańska aktorka telewizyjna i filmowa, tenisistka.

## Życiorys
Urodziła się w Chicago w stanie Illinois jako córka irlandzkich imigrantów. Studiowała teatr i politologię na Uniwersytecie Południowej Kalifornii w Los Angeles, gdzie otrzymała stypendium tenisowe. Znalazła się na liście Top 105 Światowej Sławy Tenisistek. Grała we French Open i turnieju Virginia Slims Tour.
Wzięła udział w reklamie Nike i Gatorade. Mając 29 lat wystąpiła na małym ekranie w operze mydlanej ABC Szpital miejski (General Hospital, 1993). Stała się najbardziej znana z roli sekretarki Forrester Creations – Megan Conley w operze mydlanej CBS Moda na sukces (The Bold and the Beautiful, 1995-2006). Pojawiła się także w serialu sensacyjnym Gorączka w mieście (L.A. Heat, 1999) u boku Wolfa Larsona. Na kinowym ekranie zagrała po raz pierwszy epizodyczną rolę w niezależnym komedio-dramacie Florentine (The Florentine, 1999) z Virginią Madsen, Lukiem Perrym i Jamesem Belushim.
1 września 1996 wyszła za mąż za aktora Toma Sizemore’a, lecz 19 listopada 1999 doszło do rozwodu.
Jej przyjaciółka to Chris Evert.

## Filmografia

### Filmy fabularne
- 1999: Florentine (The Florentine) jako Claire
- 2001: Instynkt zabójcy (Instinct to Kill) jako pielęgniarka
- 2001: Blondynka (Totally Blonde) jako Liv Watson
- 2002: Ken Park jako Rhonda
- 2005: The Nickel Children jako matka
- 2007: Not Easily Broken jako Julie Sawyer
- 2007: Girltrash! jako sędzia Cragen

### Filmy TV
- 2004: Criminal – Wielki przekręt (Criminal) jako Heather
- 2004: Chłopak na święta (A Boyfriend for Christmas) jako Diane
- 2005: McBride: Potrójne morderstwo (McBride: The Chameleon Murder) jako Whitney Collier
- 2007: Primal Doubt jako Holly

### Seriale TV
- 1993: Szpital miejski (General Hospital) jako Betsy Kensington
- 1995-2006: Moda na sukces (The Bold and the Beautiful) jako Megan Conley
- 1999: Gorączka w mieście (L.A. Heat) jako Teresa
- 2001: JAG – Wojskowe Biuro Śledcze (JAG) jako Susan Evans
- 2005–2007: Daleko od domu (South of Nowhere) jako Paula Carlin
- 2006: Nocny Łowca (Night Stalker) jako Cheryl Parks
- 2006: South Beach jako Jennifer
- 2007: Dirt jako Kitty Ryder
- 2008: Powrót do życia jako Lynn Gray
- 2008–2011: 90210 jako Constance Tate-Duncan
- 2012: Hawaii Five-0 jako Sandra Fryer